# Les Démons du maïs (film, 2020)
Cet article concerne le film de 2020. Pour le film de 1984, voir Les Démons du maïs.
Série Les Démons du maïs
Children of the Corn: Runaway
(2018)
Pour plus de détails, voir Fiche technique et Distribution.
Les Démons du maïs (Children of the Corn) est un film américain réalisé par Kurt Wimmer et sorti en 2020. Il s'agit du 11e film de la franchise du même nom initialement inspirée de la nouvelle Les Enfants du maïs de Stephen King. Il s'agit cette fois d'une préquelle.

## Synopsis
Dans une petite ville du Nebraska, tous les agriculteurs ont perdu leurs récoltes à cause de leur irresponsabilité. La jeune génération de la ville, menée par une fillette psychopathe, va alors tout faire pour se venger d'eux en ayant gâché leur avenir. Un jeune lycéen est alors le seul espoir pour éviter un massacre,.

## Fiche technique
Sauf indication contraire, les informations mentionnées dans cette section peuvent être confirmées par la base de données cinématographiques IMDb,  présente dans la section « Liens externes ».
- Titre original : Children of the Corn
- Titre français : Les Démons du maïs
- Réalisation : Kurt Wimmer
- Scénario : Kurt Wimmer, d'après la nouvelle Les Enfants du maïs de Stephen King
- Direction artistique : Robert Wood
- Décors : Pete Baxter
- Costumes : Amelia Gebler
- Photographie : Andrew Rowlands
- Montage : Merlin Eden et Tom Harrison-Read
- Musique : Jacob Shea
- Production : John Baldecchi, Doug Barry et Lucas Foster

Producteurs délégués : Justin Begnaud, Mathieu Bonzon, Donald P. Borchers, Pascal Borno, John Fragomeni, Andre Gaines, Sean Harner, Brian LaRoda et Kurt Wimmer
- Sociétés de production : ANVL Entertainment, Angel Oak Films, Cinemation Studios et Digital Riot Media
- Société de distribution : Freestyle Releasing (États-Unis)
- Budget : n/a
- Pays d'origine :  États-Unis
- Langue originale : anglais
- Format : couleur
- Genre : horreur
- Durée :
- Dates de sortie[3] :
  - États-Unis : 23 octobre 2020 (sortie limitée en Floride)
- Classification[4] :
  - États-Unis : R

## Distribution
- Elena Kampouris : Boleyn Williams
- Kate Moyer (en) : Eden Edwards
- Callan Mulvey : Robert Williams
- Bruce Spence : le pasteur Penny
- Stephen Hunter : Calvin Colvington
- Erika Heynatz (en) : June Willis
- Anna Samson : Sheila Boyce
- Sisi Stringer : Tanika
- Andrew S. Gilbert (en) : le shérif Gebler
- Joe Klocek : Calder Colvington
- Orlando Schwerdt : Cam Colvington
- Brian Meegan : Wilfred Pitt
- Mike Duncan : Walter Pratt

## Production
En 2020, il est révélé qu'un remake de la saga Les Démons du maïs est tourné en Australie, malgré la pandémie de Covid-19,. Il est finalement précise ensuite qu'il s'agit d'une préquelle du film sorti en 1987, même le producteur Lucas Foster déclare ensuite que ce film n’aurait « pratiquement rien à voir » avec le film original.
Le tournage a lieu en Nouvelle-Galles du Sud en Australie, notamment à Sydney et Richmond.

## Accueil et sortie
Contre toute attente et sans véritable promotion, le film est rapidement sorti dans deux salles de Sarasota en Floride le 23 octobre 2020,